# Eicherax eupator
Eicherax eupator är en tvåvingeart som först beskrevs av Walker 1851.  Eicherax eupator ingår i släktet Eicherax och familjen rovflugor. Inga underarter finns listade i Catalogue of Life.